# Alice Gurschner
Alice Gurschner z domu Pollak, pseudonim „Paul Althof” (ur. 18 marca 1874 w Wiedniu, zm. 26 marca 1944 w Genewie) – austriacka poetka, pisarka i felietonistka.

## Życiorys
Alice była córką Ludwiga i Emmy Pollak, należących do żydowskiej klasy średniej. Dorastała w Wiedniu, gdzie pobierała prywatne lekcje, w tym muzyki i języków nowożytnych. W 1897 roku poślubiła rzeźbiarza Gustava Gurschnera (1873–1970), współzałożyciela stowarzyszenia artystów plastyków Secesji Wiedeńskiej, z którym miała troje dzieci. Niektóre prace Alice opublikowane zostały w oficjalnym magazynie stowarzyszenia Ver Sacrum. Jej rodzina nie aprobowała małżeństwa z katolikiem. Po ślubie Gurschnerowie mieszkali w Paryżu przez dwa lata. Po śmierci ojca w 1905 roku Gurschner przeszła na katolicyzm i stała się monarchistką i austro-węgierską nacjonalistką.
Podpisując się pseudonimem Paul Althof publikowała artykuły w czasopismach: „Neue Wiener Journal”, „Illustritre Wiener Extrablatt”, „Wiener Fremden-Blatt”, „Österreichische Volks-Zeitung” i „Berliner Börsen-Courier”.

## Wybrana twórczość
- Die schlafende Seele, 1896
- Kunsthyänen. Schauspiel in drei Aufzügen, 1903
- Drei Hauser, 1938

Utwory publikowane pod pseudonimem Paul Althof:
- Gernrode. Poetische Erzählung aus dem zehnten Jahrhundert, 1890
- Die Asolanen, 1893
- Coghetta, 1894
- Die schlafende Seele, 1900
- Das verlorene Wort, 1907
- Die wunderbare Brücke und andere Geschichten, 1908
- Der heilige Kuß. Dramatisches Gedicht in drei Aufzügen, 1911
- Semiramis: Ein Märchen für Könige, 1914
- Roman aus Alt-Österreich, 1938
- Verliebter September, 1958